# فرانز هوفر

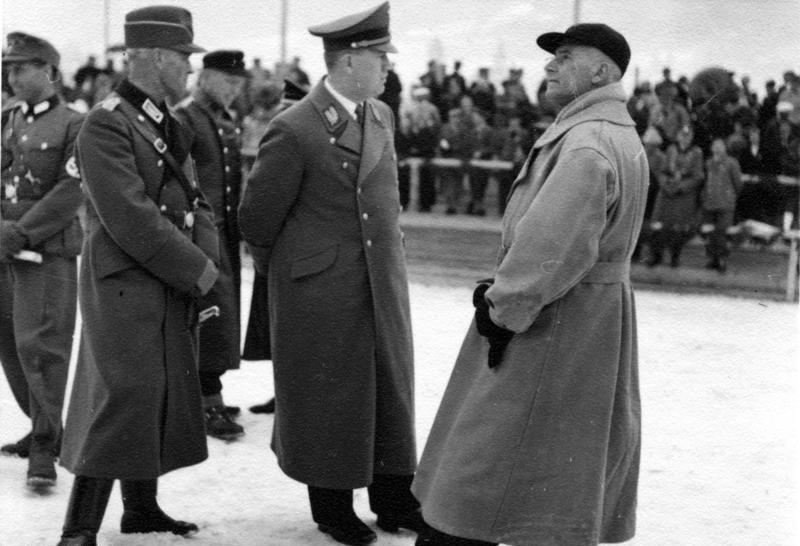
فرانز هوفر (في الوسط) في مسابقة بطولة ألمانيا الكبرى للتزلج - فبراير 1939. على اليمين؛ فيلهلم فريك (أعدم لجرائم الحرب في نورمبرغ عام 1946).

كانفرانز هوفر (بالألمانية: Franz Hofer)‏ (27 نوفمبر 1902 في باد هوفغاستين – 18 فبراير 1975 في مولهايم ان الرور دير )، في عهد الرايخ الثالث، غاولايتر نازي لتيرول وفورارلبرغ. بصفته رئيس الحزب النازي في مقاطعة تيرول / فورارلبرغ، كان أقوى شخصية في المنطقة. باعتباره النازي الأعلى في المنطقة، تعامل هوفر مباشرة مع هتلر أو مع نائب الفوهرر مارتين بورمان. لم يكن هوفر قائد الحزب فحسب ، بل كان الرايخسكوميسار المسؤول عن دفاعات تيرول فورارلبرغ. 
في سبتمبر 1931، انضم إلى الحزب النازي. سرعان ما ترقى في الحزب، ليصبح زعيم المنطقة في أبريل 1932 ، وفي يوليو من نفس العام غالاويتر تيرول بالنيابة. بعد أربعة أشهر فقط، في 27 نوفمبر 1932 - عيد ميلاد هوفر الثلاثين - تمت ترقيته إلى غالاويتر تيرول.
لنشاطه في الحزب النازي، الذي كان محظورا في النمسا، واعتقل هوفر في يونيو 1933 وحكم عليه من قبل محكمة تيرول بسنتين سجن. في 30 آب 1933، 4 مسلحين من كتيبة العاصفة اقتحمو زنزانة السجن بالقوة واطلقوا سراح هوفر. هرب من السجن وسط إطلاق نار مما أدى إلى إصابته. وصل إلى إيطاليا، وبعد بضعة أسابيع ألقى كلمة في مؤتمر حزب نورمبرغ من نقالة.
في أوائل عام 1937، بعد أن تعافى من إصابته بعيار ناري، أصبح هوفر زعيماً لـ "التجمع السياسي للقادة والأعضاء للنمساويين في ألمانيا "، مع وظيفة في برلين.
بعد آنشلوس، تم تعيينه مرة أخرى تيرول فورارلبرغ. وفي العام نفسه، وقال انه بالنظر وظيفة مستشار وزاري ورتبة أوبر غروبن فوهرر في الفيلق الاشتراكي الوطني الالي. في 1 سبتمبر 1940، تم تعيينه أيضًا حاكمًا ( الرايخشتاتالتر ) رايخسجاو لتيرول فورارلبرغ.

## روابط خارجية
- فرانز هوفر على موقع IMDb (الإنجليزية)
- فرانز هوفر على موقع أول موفي (الإنجليزية)
- فرانز هوفر على موقع قاعدة بيانات الأفلام السويدية (السويدية)
- فرانز هوفر على موقع قاعدة بيانات الفيلم (الإنجليزية)
- فرانز هوفر على موقع كينوبويسك (الروسية)